# Szarajevói nemzetközi repülőtér
A Szarajevói nemzetközi repülőtér (bosnyák nyelven Međunarodni aerodrom Sarajevo, horvátul Međunarodna zračna luka Sarajevo, szerbül Међународни аеродром Сарајево; (IATA: SJJ, ICAO: LQSA); más néven: Butmiri repülőtér) Bosznia és Hercegovina fővárosának, Szarajevónak a nemzetközi repülőtere. A város vasútállomásától kb. 6 km-re délnyugatra fekszik, Ilidža községben, Butmir külvárosában. 2014-ben a repülőteret 709 901 utas használta, ami jelentős növekedés az 1996-os 25 000-hez képest.

## Története
Az első rendszeres légiközlekedés 1930-ban indult meg, ekkor az Aeroput belföldi légitársaság indított egy járatot, amely Belgrádból a Szarajevó melletti Butmirban lévő repülőtér érintésével közlekedett Podgoricába. Egy évvel később az Aeroput új járatot indított Belgrád és Zágráb között Szarajevón, Spliten és Fiumén át. 1935-ben már hetente háromszor közlekedett az Aeroput közvetlen Belgrád–Szarajevó járata, amelyet egy év múlva meghosszabbítottak Dubrovnikig. 1937-ben az Aeroput menetrend szerinti járatokat indított Szarajevó és Zágráb között, 1938-ban pedig elindult az első nemzetközi járat: a Dubrovnik–Szarajevó–Zágráb útvonalat meghosszabbították Bécs, Brno és Prága felé.
A Butmir melletti repülőteret egészen 1969-ig használták. Az 1960-as évek közepén merült fel, hogy igény lenne egy új, aszfalt-beton futópályával rendelkező szarajevói repülőtérre, mert a JAT, a korabeli jugoszláv légitársaság ekkor kezdett beszerezni sugárhajtású gépeket. A jelenlegi repülőtér építése 1966-ban kezdődött, nem messze a korábbi repülőtértől.
A szarajevói repülőtér 1969. június 2-án nyílt meg a belföldi légiforgalom előtt. 1970-ben Frankfurt lett az első külföldi város, ahová járat indult. A repülőtér nagyrészt ráhordó járatokat üzemeltetett, az utasok innen Zágrábba és Belgrádba mentek, ahol átszálltak a külföldi járatokra. A forgalom fokozatosan évi 70 000 utasról évi 600 000 utasra nőtt. A repülőtér első felújítására az 1984-es téli olimpia előtt került sor, amikor a futópályát 200 méterrel meghosszabbították, emellett fejlesztették a navigációs rendszert és új, évi egymillió utas kiszolgálására tervezett terminál is épült.
A boszniai háború elején a  repülőtér a Jugoszláv Néphadsereg irányítása alá került. Mikor a menetrend szerinti légiközlekedés leállt, a Néphadsereg körülbelül 30 000 embert, főleg nőket és gyerekeket menekített ki, akik Szarajevó ostroma elől menekültek; ebben az időszakban érkeztek meg az első, amerikai és francia humanitárius segélyek is. A Néphadsereg távozása után a repülőtér egy időre a bosnyák szerb erők fennhatósága alá került, akik 1992 júniusában átadták az ENSZ-nek, hogy humanitárius célokra használja (az ENSZ Biztonsági Tanácásnak 757-es határozata értelmében). Az ENSZ történelmének eddigi legnagyobb humanitárius művelete során körülbelül 13 000 repülőgép több mint 160 000 nemzetközi segélyszállítmányt juttatott el az ostromlott Szarajevónak.
Az épület 1996. augusztus 16-án nyílt meg újra a polgári repülés számára, azóta felújították és lassanként visszakapta régi fényét. A háborút lezáró, 1996-os daytoni egyezmény óta a repülőtéren fellendült a forgalom, többek közt az Austrian Airlines, a Lufthansa, az Air Serbia, a Croatia Airlines, a Turkish Airlines, a Germanwings és más légitársaságok járatai is érintik.
2005. október 18-án Paddy Ashdown, Bosznia és Hercegovina nemzetközi főmegbízottja felfüggesztette a bosnyák hatóságok döntését, mely szerint a repülőteret Alija Izetbegovićról, az ország első elnökéről nevezték volna el. Ashdown kijelentette, hogy az átnevezés elidegenítené a nem bosnyák nemzetiségű állampolgárokat és aláaknázná a megbékélési folyamatot.
2005-ben Repülőterek Nemzetközi Tanácsának európai ága Szarajevó repülőterét minősítette a legjobbnaz az egymillió utas alatti repülőterek között.
2013-ban a szarajevói nemzetközi repülőtéren 665 638 utas haladt át, több, mint Bosznia és Hercegovina többi repülőterén együttvéve. Ez 14,7%-os növekedést jelentett 2012-hez képest, és a repülőtér újranyitása óta rekordnak számított. 2014. december 26-án a repülőtér 700 000. utasát köszönthette az Austrian Airlines OS758-as, bécsi járatán.
2015 májusában megkezdődött a repülőtér bővítése. Jelenleg az érkezési csarnok bővítése zajlik, több útlevélellenőrző állomást építenek ki és igyekeznek utasbarátabb módon átalakítani az épület érkezési részét. Ezután a check-in részleg bővítése következik, három újabb pult hozzáadásával összesen 15 pultra bővítik. 2017-ben a futópálya átalakítása következik. A bővítés a repülőtér saját költségén zajlik.
A szarajevói repülőtér volt a B&H Airlines bosnyák nemzeti légitársaság bázisreptere a légitársaság 2015 júliusi megszűnéséig.
2015. május 22-én érkezett az első menetrend szerinti széles törzsű teherszállító repülőgép, a Turkish Airlines Isztambul, Atatürk repülőtérre közlekedő Airbus A330 gépe.

## Légitársaságok és úti célok

### Utasszállító

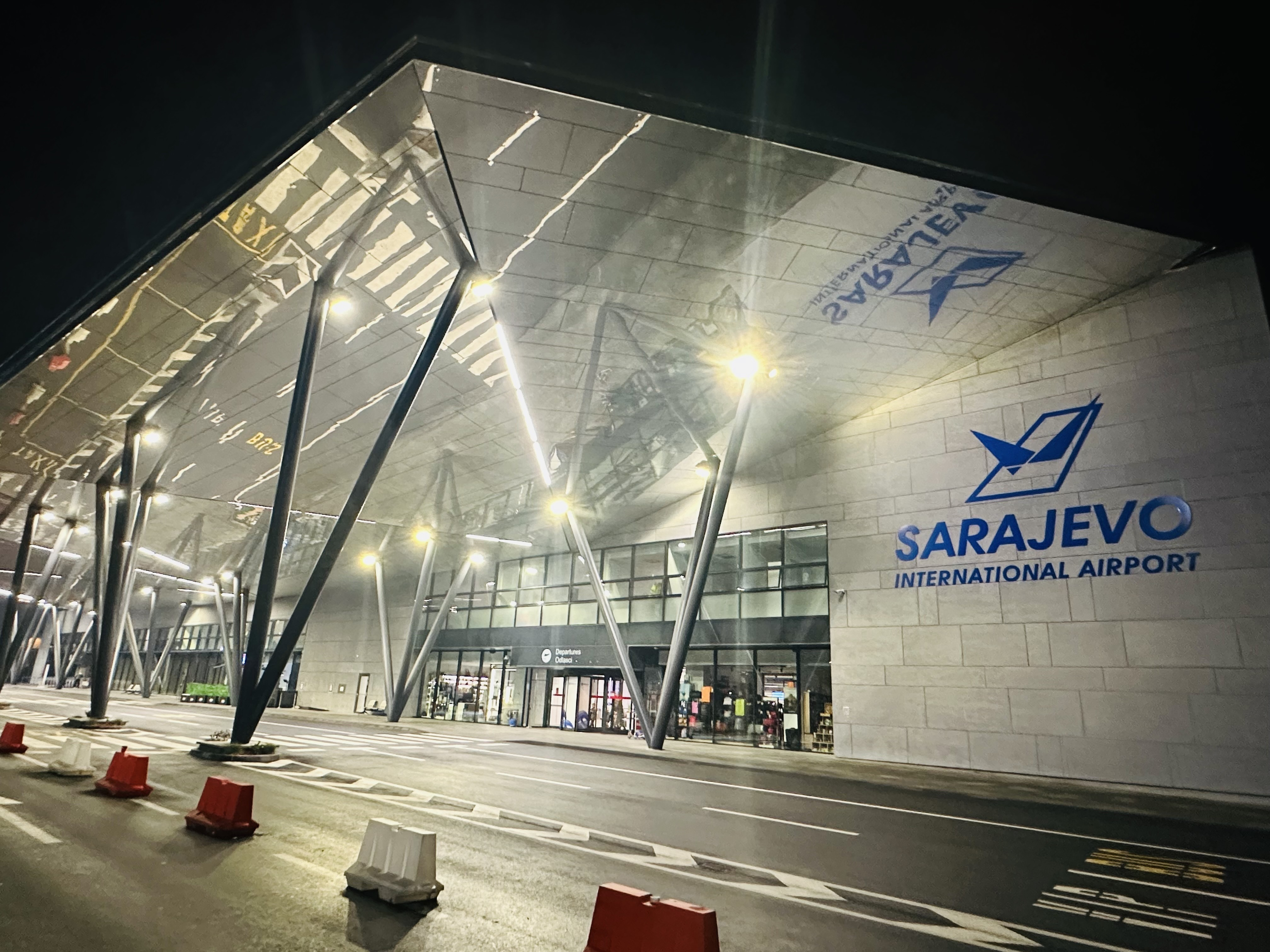
Főépület

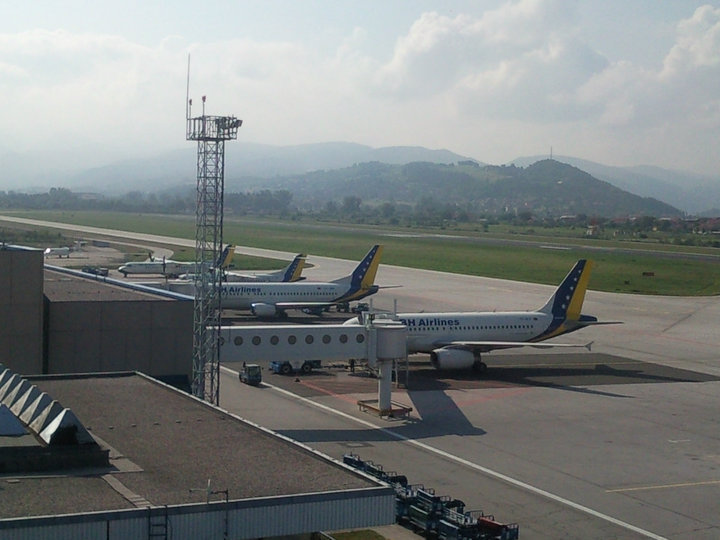
Az egykori B&H Airlines flottája

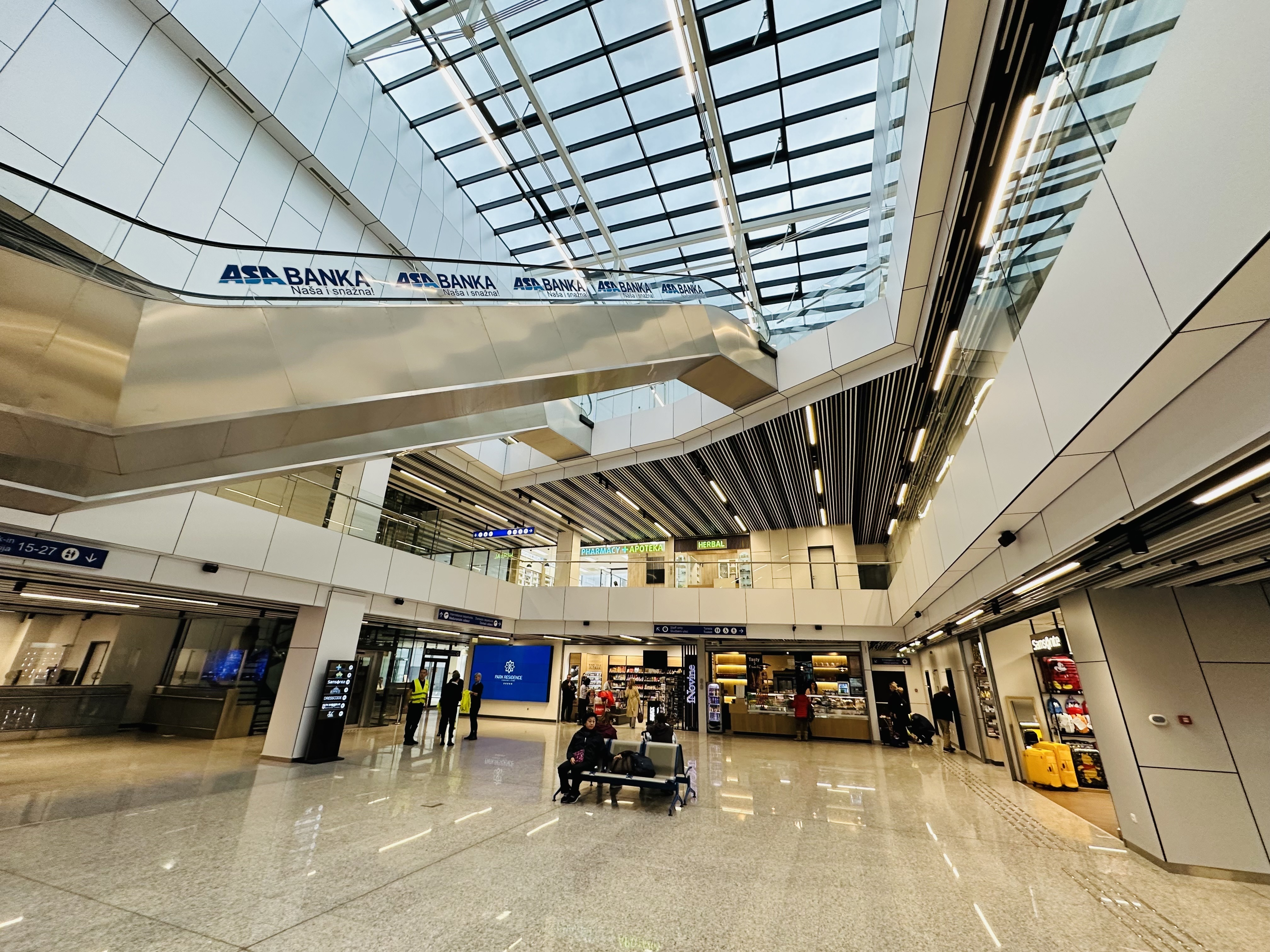
Check-in csarnok

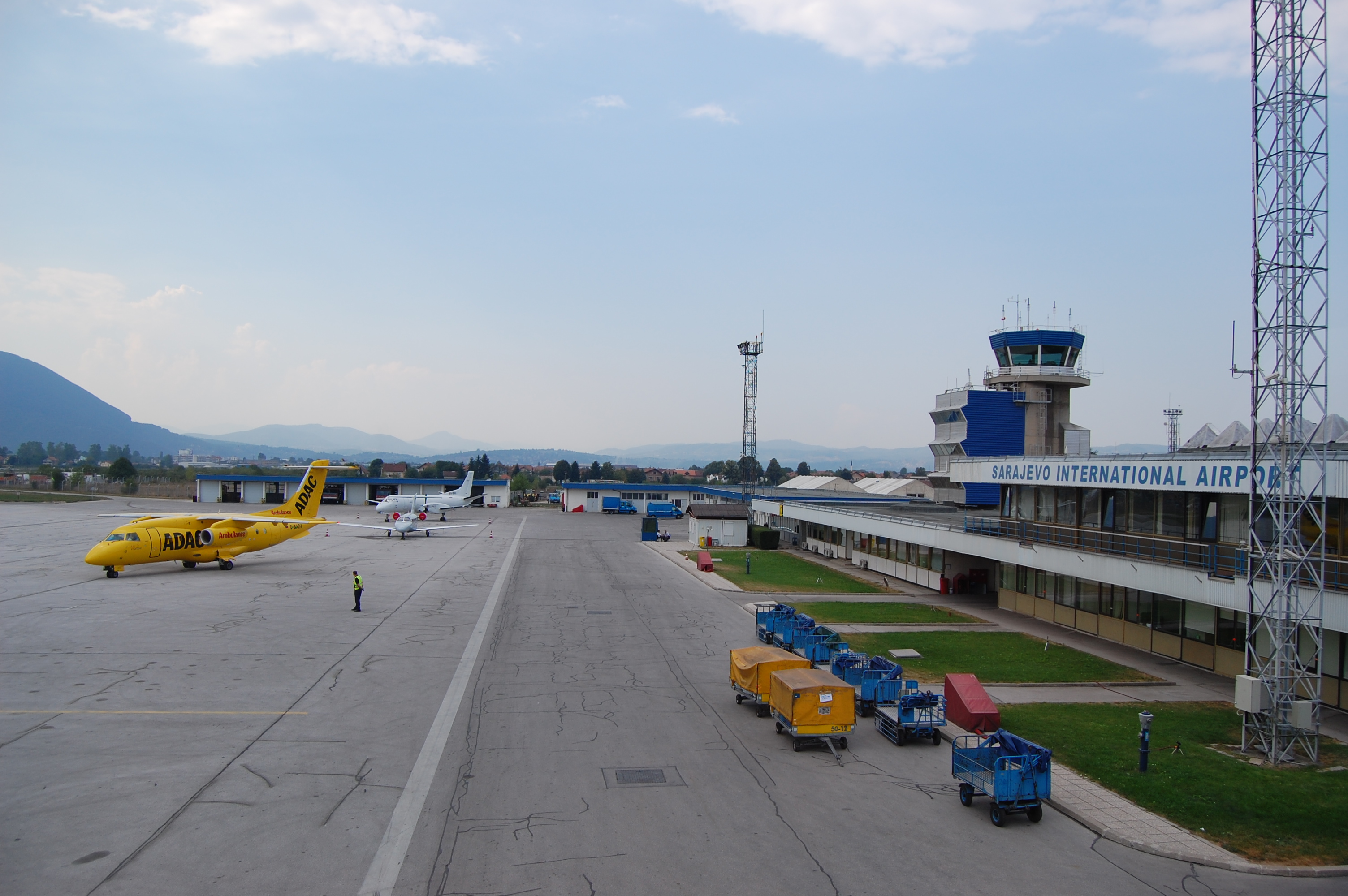
Forgalmi előtér és torony

| Légitársaság                                               | Célállomások                                                    |
| ---------------------------------------------------------- | --------------------------------------------------------------- |
| Adria Airways                                              | Ljubljana                                                       |
| Air Arabia                                                 | Sardzsa                                                         |
| Air Serbia                                                 | Belgrád                                                         |
| AtlasGlobal                                                | Charter a mekkai zarándoklatra: Dzsidda, Medina                 |
| Austrian Airlines                                          | Bécs                                                            |
| Borajet                                                    | Nyári charter: Antalya                                          |
| Corendon Airlines                                          | Nyári charter: Antalya                                          |
| Croatia Airlines                                           | Zágráb                                                          |
| flydubai                                                   | Dubai-nemzetközi                                                |
| Germanwings                                                | Köln/Bonn, Stuttgart                                            |
| Global Aviation                                            | Nyári charter: Kuvait                                           |
| Lufthansa                                                  | München                                                         |
| Norwegian                                                  | Oslo-Gardermoen, Stockholm-Arlanda Nyári szezonális: Koppenhága |
| Onur Air                                                   | Nyári charter: Antalya                                          |
| Pegasus Airlines                                           | Isztambul-Sabiha Gökçen                                         |
| Qatar Airways                                              | Doha (indul: 2016. szeptember 7-én)                             |
| Swiss International Air Lines                              | Zürich                                                          |
| Swiss International Air Lines üzemeltető: Helvetic Airways | Szezonális: Zürich                                              |
| Turkish Airlines                                           | Isztambul-Atatürk                                               |
| Wizz Air                                                   | Budapest                                                        |

### Teherszállító
| Légitársaság     | Célállomások       |
| ---------------- | ------------------ |
| Arcus-Air        | München            |
| Icar Air         | Ancona             |
| Solinair         | Belgrád, Ljubljana |
| Trade Air        | Zágráb             |
| Turkish Airlines | Isztambul-Atatürk  |

## Statisztika
| Év/Hónap | Január | Február | Március | Április | Május  | Június  | Július | Augusztus | Szeptember | Október | November | December | Egész évben | Változás |
| -------- | ------ | ------- | ------- | ------- | ------ | ------- | ------ | --------- | ---------- | ------- | -------- | -------- | ----------- | -------- |
| 2016     | 41 208 | 42 567  | 53 438  | -       | -      | -       | -      | -         | -          | -       | -        | -        | 137 213     | +2,5%    |
| 2015     | 43 700 | 39 908  | 50 273  | 63 064  | 80 143 | 74 855  | 89 319 | 101 307   | 79 120     | 71 255  | 51 793   | 28 167   | 772 904     | +8,87%   |
| 2014     | 36 114 | 35 435  | 45 789  | 56 611  | 71 513 | 74 976  | 74 948 | 88 591    | 71 168     | 64 844  | 46 833   | 43 079   | 709 901     | + 6,64%  |
| 2013     | 33 437 | 30 399  | 44 631  | 56 918  | 65 495 | 72 949  | 69 699 | 79 796    | 66 721     | 64 387  | 44 446   | 36 760   | 665 638     | +14,75%  |
| 2012     | 33 247 | 26 278  | 36 765  | 49 709  | 55 107 | 62 491  | 69 346 | 60 787    | 60 323     | 52 115  | 38 612   | 35 278   | 580 058     | – 3,32%  |
| 2011     | 30 484 | 34 148  | 40 803  | 49 489  | 56 812 | 62 994  | 81 042 | 59 042    | 59 074     | 52 957  | 39 785   | 33 348   | 599 978     | + 6,5%   |
| 2010     | +      | +       | +       | +       | 51 398 | 59 636  | 72 615 | 60 475    | 54 753     | 51 137  | 40 912   | –        | 563 266     | + 6,2%   |
| 2009     | +      | +       | 87 257  | +       | +      | 143 906 | +      | +         | 177 762    | +       | +        | 121 427  | 530 391     | + 4,7%   |
| 2008     | 23 909 | 27 121  | 34 896  | 38 052  | 46 974 | 55 391  | 62 524 | 61 560    | 42 752     | 46 094  | 34 089   | 32 913   | 506 398     | + 0,2%   |
| 2007     | 32 235 | 28 028  | 35 168  | 42 297  | 43 633 | 53 281  | 59 436 | 57 381    | 45 113     | 43 980  | 31 952   | 32 735   | 505 269     | + 8,4%   |

| Város     | Repülőtér                                                    | Indulások hetente (2016 nyár) | Légitársaságok                       | Utasok száma (2015) |
| --------- | ------------------------------------------------------------ | ----------------------------- | ------------------------------------ | ------------------- |
| Isztambul | Atatürk repülőtér és Sabiha Gökçen repülőtér                 | 28                            | Turkish Airlines és Pegasus Airlines |                     |
| Dubai     | Dubaji nemzetközi repülőtér és Sardzsai nemzetközi repülőtér | 21                            | flydubai és Air Arabia               |                     |
| Bécs      | Bécs-Schwechat repülőtér                                     | 14                            | Austrian Airlines                    | 115 938             |
| Zágráb    | Zágráb-Franjo Tuđman repülőtér                               | 13                            | Croatia Airlines                     | 61 215              |
| München   | Müncheni repülőtér                                           | 7                             | Lufthansa                            |                     |

### Útvonaltérkép

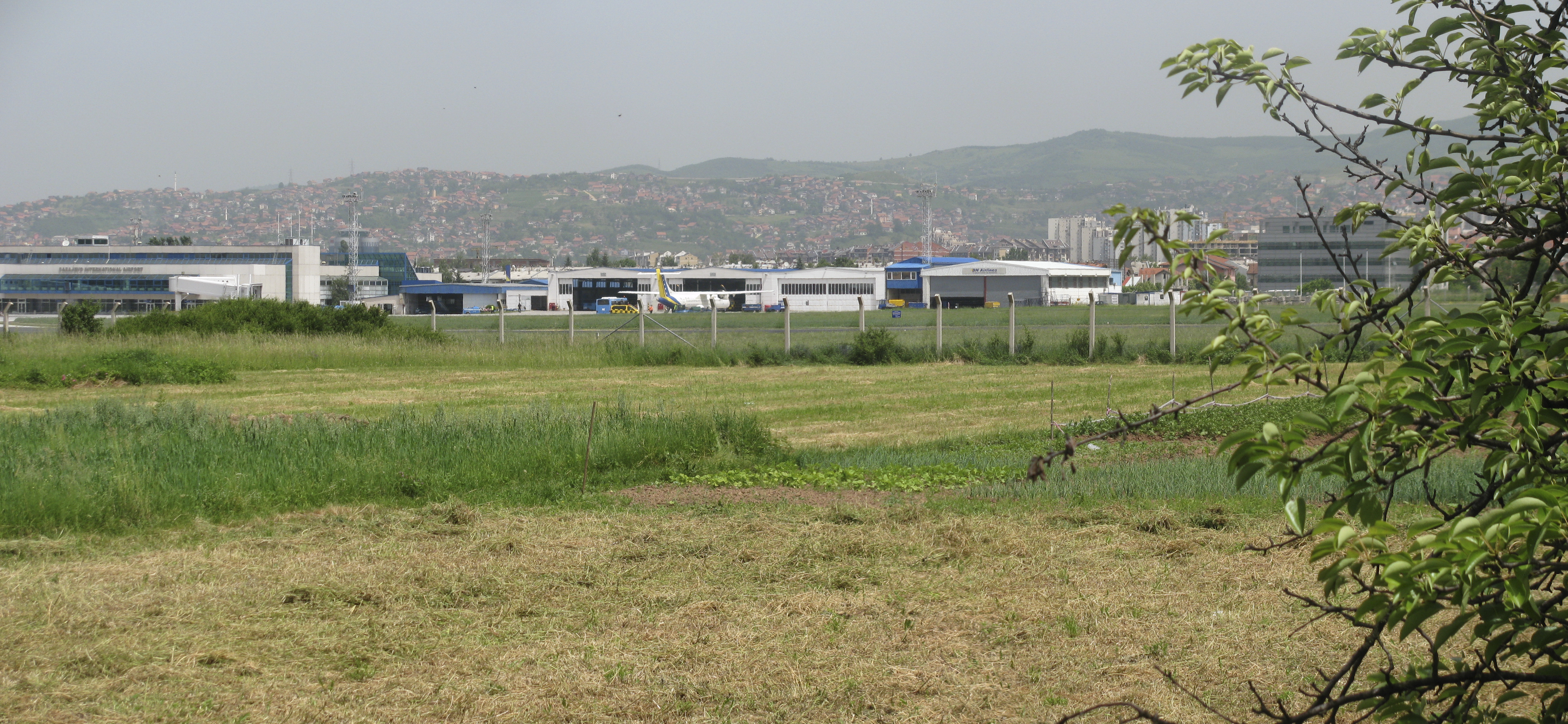
A szarajevói nemzetközi repülőtér és a hangárok panorámaképen

| Európai útvonaltérkép |
| --------------------- |
| Európai úticélok      |

| Ázsiai útvonaltérkép |
| -------------------- |
| Ázsiai úticélok      |

## Balesetek
- 1977. január 18: Džemal Bijedić jugoszláv miniszterelnök és felesége is a nyolc áldozat közt voltak, akik meghaltak, amikor Learjet 25 gépük lezuhant a Kreševo közelében lévő Inač hegyen. A gép a belgrádi Batajnica légibázisról tartott Szarajevó felé, mikor lezuhant, valószínűleg a rossz időjárási körülmények miatt. Összeesküvéselméletek hívői szerint nem baleset történt, hanem a miniszterelnök szerb riválisai okozták a gép lezuhanását.
- 1994. december 31-én a Belair Iljusin 76TD teherszállítója (EW-76836 lajstromjel) Luxemburgból tartott Szarajevóba az ENSZ megbízásából. Leszállásakor a szarajevói futópályát víz árasztotta el, a gép így túlfutott rajta és orral egy árokba érkezett. Halálos sérülés nem történt, de a gép javíthatatlanul károsodott.[17]
- 2001. december 23: a Crossair Avro RJ gépe (HB-IXH lajstromjel) 100 méternyire lecsúszott a futópályáról, amikor leszállni próbált a behavazott repülőtéren. Senki nem sérült meg, a gép sem károsodott, már másnap sikerült a forgalmi előtérbe vinni. A francia és a helyi légügyi hatóságok megállapították, hogy a futópályát épp letakarították, mikor a Zürichből érkező gép engedélyt kért a leszállásra. Ilyen körülmények közt a légiirányítás nem adhat engedélyt, csak értesítheti a pilótát a körülményekről, és a pilóta saját felelősségére dönti el, leszáll-e. Maga a leszállás sikeres volt, de a gép nem tudott megállni a futópályán.[18]
- 2015. június 3: a Turkish Airlines Boeing 737-800 gépe (lajstromjel: TC-JFH) az Atatürk repülőtérről érkezett Szarajevóba 19:10-kor, amikor két hátsó kereke defektet kapott leszállás közben. Sérülés nem történt, a gép nem károsodott. A 20:35-re tervezett indulást kerékcsere miatt másnapra halasztották.

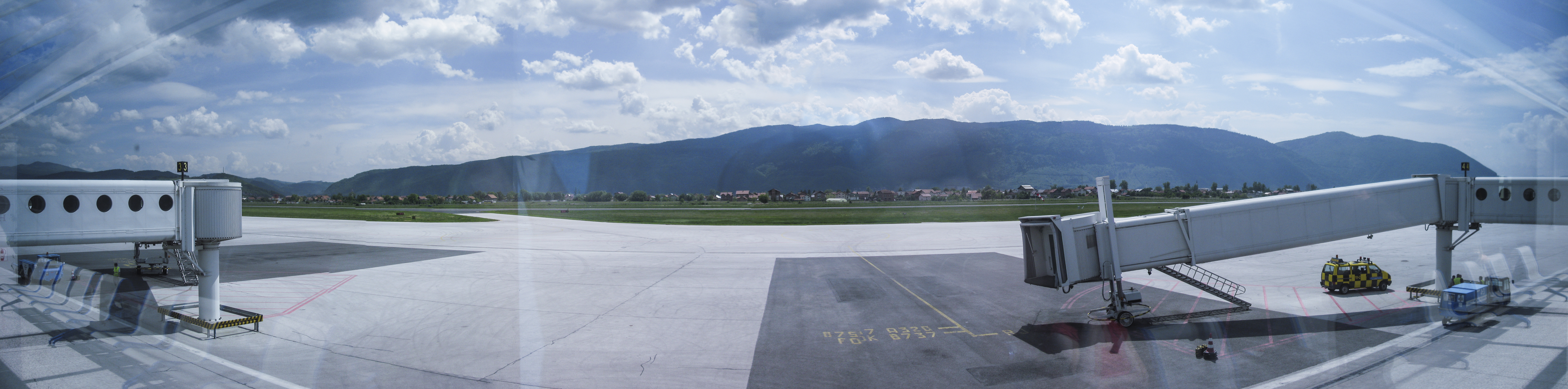
A repülőtér forgalmi előterének panorámaképe

## Fordítás
- Ez a szócikk részben vagy egészben  a   Sarajevo International Airport című angol Wikipédia-szócikk ezen változatának fordításán alapul.  Az eredeti cikk szerkesztőit annak laptörténete sorolja fel. Ez a jelzés csupán a megfogalmazás eredetét és a szerzői jogokat jelzi, nem szolgál a cikkben szereplő információk forrásmegjelöléseként.